# Кристиан (князь Нассау-Дилленбурга)
 Кристиан Нассау-Дилленбургский (нем. Christian von Nassau-Dillenburg; 11 августа 1688— 28 августа 1739) — правящий князь Нассау-Дилленбурга в 1724—1739 годах, последний правитель Нассау-Дилленбурга из линии, которую в 1606 году заложил граф Георг Нассау-Дилленбургский.

## Биография
Кристиан — восьмой сын князя Генриха Нассау-Дилленбургского и принцессы Доротеи Елизаветы Легниц-Бжегской (1646—1691), дочери герцога Георга III.
В 1701 году после смерти князя Генриха Нассау-Дилленбургского княжеский престол занял его второй сын Вильгельм II Нассау-Дилленбургский, старший брат Кристиана. Кристиан и его гофмейстер Густав фон Мольтке были отправлены в Лейден, где Кристиан изучал математику местном университете.
В 1708 году Кристиан Нассау-Дилленбургский поступил на службу в голландскую армию в звании майора. 16 апреля 1711 года получил звание полковника. Принц Кристиан отличился во время Войны за испанское наследство между голландцами и французами. После заключения в 1713 году Утрехтского мира Кристиан Нассау-Дилленбургский вернулся в Германию и проживал в Хадамаре.
В 1711 году после смерти Франца Александра, последнего(3) князя Нассау-Хадамар (1674—1711), его владения были разделены между тремя линиями Нассауского дома: Нассау-Диц, Нассау-Дилленбург и Нассау-Зиген.
21 сентября 1724 года после смерти своего старшего брата Вильгельма II, не оставившего наследником мужского пола, Кристиан получил во владение княжество Нассау-Дилленбург.
В 1731 году скончался князь Фридрих Вильгельм II Нассау-Зигенский. С его смертью прервалась кальвинистская линия дома Нассау-Зиген. Поначалу в княжестве Нассау-Зиген правил Эммануэль Игнаций (1688—1735), младший сводный брат Вильгельма Гиацинта (1667—1743), который был свергнут в 1707 году. После смерти Эммануэля Игнация в 1735 году княжество Нассау-Зиген было разделено между Нассау-Дицем и Нассау-Дилленбургом.
В 1736 году Кристиан Нассау-Дилленбургский заключил договор о наследстве с князем Карлом Августом Нассау-Вейльбургским (1685—1753), главой Вальрамской линии Нассауского дома. По этому соглашению в случае смерти одного в отсутствие наследников второй наследовал его титул и имущество. Князь Кристиан Нассау-Дилленбургский был кавалером ордена Святого Губерта.
28 августа 1739 года князь Кристиан Нассау-Дилленбургский скончался, не оставив наследников. После его смерти княжество Нассау-Дилленбург было разделено между князем Вильгельмом IV Нассау-Диц и князем Вильгельмом Гиацинтом Нассау-Зигенским. Последний испытывал финансовые затруднения и 17 февраля 1742 года продал свою долю Вильгельму IV за 40 тысяч талеров.
В 1725 году князь Кристиан Нассау-Дилленбургский женился на Изабелле Шарлотте (22 января 1692 — 18 сентября 1757), четвёртой дочери Генриха Казимира II Нассау-Дицского. Брак был бездетным.